# Liviu Ciulei
Liviu Ciulei (* 7. Juli 1923 in Bukarest; † 24. Oktober 2011 in München, Deutschland) war ein rumänischer Schauspieler, Filmregisseur, Bühnenbildner,  Theaterleiter und -regisseur.

## Leben und Wirken
Ciulei absolvierte 1946 das Conservatorul de Artǎ Dramaticǎ in Bukarest. Er debütierte 1946 als Puck in Ein Sommernachtstraum am Teatrul Odeon. Gleichzeitig studierte er bis 1949 Architektur an der Universität Bukarest.
1948 wurde er an das 1947 gegründete städtische Theater in Bukarest verpflichtet, anfangs als Schauspieler und Bühnenbildner, später auch als Regisseur. Von 1963 bis 1972 war er Direktor des 1963 nach Lucia Sturdza-Bulandra umbenannten Theaters, 1990 wurde er Ehrendirektor. Von 1972 an arbeitete er als freier Regisseur.
Er inszenierte unter anderem Nashs Der Regenmacher (1957), Shaws Die heilige Johanna (1959/60), Wie es euch gefällt (1960, mit ihm selbst als Jacques), Pogodins Das Glockenspiel des Kreml (1960, mit ihm selbst als Lenin), Die Dreigroschenoper (1964), Dantons Tod (1960, mit ihm selbst als Danton), Macbeth (1968), Leonce und Lena (1968), Caragiales Ein verlorener Liebesbrief (1972, mit ihm selbst als Dandanache), Paul Fosters Elisabeth I. (1974),  Labiches Das Sparschwein (1974), Nachtasyl (1960, 1975), Dürrenmatts Play Strindberg (1976, mit ihm selbst in der Hauptrolle), Eines langen Tages Reise in die Nacht (1976), Der Sturm (1978) und Ein Sommernachtstraum (1990).
Seit 1967 ging Ciulei mehrfach auf Gastspielreise. Inszenierungen im Ausland waren Macbett von Eugène Ionesco (1973) und Gorkis Nachtasyl (1976 Münchner Kammerspiele, 1977 Sydney, 1978 Arena Stage, Washington), Wie es euch gefällt (1968 Göttingen, 1982 Minneapolis), Die Dreigroschenoper (1973 Mannheim), Dantons Tod (1968, Schillertheater Berlin), Leonce und Lena (1974 Washington, 1975 Vancouver), Die Möwe (1968 am Schillertheater), Ben Jonsons Volpone oder der Fuchs (1970, Freie Volksbühne Berlin), Ionescos Macbett (1972, Münchner Kammerspiele),  Paul Fosters Elisabeth I. (1976 in Essen und Paris), Der Kirschgarten (1975, Essen), Hamlet (1979, Washington) und Debussys Pelléas et Mélisande (1989, Maggio Musicale Fiorentino).
Ciulei baute dazu Raumbühnen, die in seinen Inszenierungen eine wichtige dramatische und erzählende Funktion übernahmen.
Seit 1951 trat er als Schauspieler auch vor die Kamera. Zwischen 1957 und 1964 inszenierte er drei Filme, die ihn zu einem international bekannten Filmregisseur machten. Eruption spielt im rumänischen Erdölgebiet, Die Donau brennt schildert den Kampf eines im Zweiten Weltkrieg auf die Seite der Alliierten übergewechselten Rumänen gegen die Deutschen. Besonders sein Gewissensdrama Der Wald der Gehenkten aus der Zeit des Ersten Weltkrieges wurde beachtet und 1965 mit dem Regiepreis der Filmfestspiele von Cannes ausgezeichnet.
1963 war er Mitbegründer und bis 1968 Vizepräsident der rumänischen Asociația Cineaștilor (ACIN). 1980 ließ er sich in den USA nieder und war von 1981 bis 1985 künstlerischer Leiter des Tyrone Guthrie Theater in Minneapolis. Hier inszenierte er unter anderem Der Sturm (1981/82), Ein Sommernachtstraum (1985/86), Thomas Bernhards Vor dem Ruhestand (1982), Faulkners Requiem für eine Nonne (1982), Peer Gynt (1982), Drei Schwestern (1984/85), Die Bakchen (1987/88) und Der zerbrochne Krug (1994/95).
Seit den 1990er Jahren inszeniert Ciulei auch wieder in Rumänien, so im Jahr 2000 Hamlet und 2005 Sechs Personen suchen einen Autor am Bulandra Theater, an dessen Umbau er beteiligt war. Er lehrte unter anderem an der Columbia University und erhielt zahlreiche nationale und internationale Auszeichnungen. Zuletzt lebte er in München.
Liviu Ciulei war dreimal verheiratet: mit der Schauspielerin Clody Berthola, mit der Szenografin Ioana Gǎrdescu und mit der Journalistin Helga Reiter. Sein Adoptivsohn Thomas (der Sohn Helga Reiters mit einem DDR-Schriftsteller), arbeitet als Kameramann, Drehbuchautor und Filmregisseur.

## Filmografie
Darsteller
- 1954: Die Abrechnung (Răsare soarele)
- 1955: Alarm in den Bergen (Alarmă în munți)
- 1960: Soldaten ohne Uniform (Soldați fără uniformă)
- 1963: Der Himmel ist ohne Gitter (Cerul n-are gratii)
- 1971: Der Weg aus dem Zwielicht (Facerea lumii) (& Szenenbild)
- 1971: Der Abflug (Decolarea)
- 1972: Die Liebe beginnt am Freitag (Dragostea începe vineri)
- 1973: Die Jagd nach der Handschrift (Dimitrie Cantemir)
- 1975: Sonntag auf brennender Erde (Mastodontul)

Regie
- 1957: Eruption (Erupția)
- 1959: Die Donau brennt (Valurile Dunării) (& Darsteller)
- 1964: Der Wald der Gehenkten (Pădurea spânzuraților) (& Darsteller)